# Zbraslav (okres Brno-venkov)
Zbraslav je obec v okrese Brno-venkov v Jihomoravském kraji. Rozkládá se v Křižanovské vrchovině, v katastrálním území Zbraslav na Moravě. Žije zde přibližně 1 300 obyvatel. Součástí obce je také osada Březina.

## Historie
První písemná zmínka o obci pochází z roku 1222. Pošta v obci byla zřízena v prosinci 1893.
Od 50. let 19. století do 70. let 19. století byla součástí obce také Zálesná Zhoř.
Od roku 2010 je starostkou obce Jana Valová (Zbraslavští nezávislí), která převzala funkci po předchozím starostovi Karlu Brymovi (KDU-ČSL).

## Obyvatelstvo
| Rok            | 1869 | 1880 | 1890 | 1900  | 1910  | 1921  | 1930  | 1950  | 1961  | 1970  | 1980  | 1991  | 2001  | 2011  | 2021  |
| -------------- | ---- | ---- | ---- | ----- | ----- | ----- | ----- | ----- | ----- | ----- | ----- | ----- | ----- | ----- | ----- |
| Počet obyvatel | 900  | 917  | 990  | 1 098 | 1 227 | 1 231 | 1 335 | 1 271 | 1 423 | 1 370 | 1 238 | 1 197 | 1 197 | 1 284 | 1 229 |
| Počet domů     | 102  | 118  | 121  | 131   | 166   | 174   | 246   | 317   | 334   | 341   | 339   | 405   | 417   | 446   | 466   |

Vývoj počtu obyvatel

## Pamětihodnosti
- Kostel sv. Jiljí
- Kaple
- Pozdně barokní boží muka z roku 1789 s reliéfní výzdobou
- Sochy Dobrého pastýře, Panny Marie a sv. Josefa u kostela
- Socha sv. Jana Nepomuckého, v roce 2003 byla ukradena a v roce 2009 nahrazena kopií.
- Smírčí kříž z roku 1596
- Zaniklý hrad

## Galerie

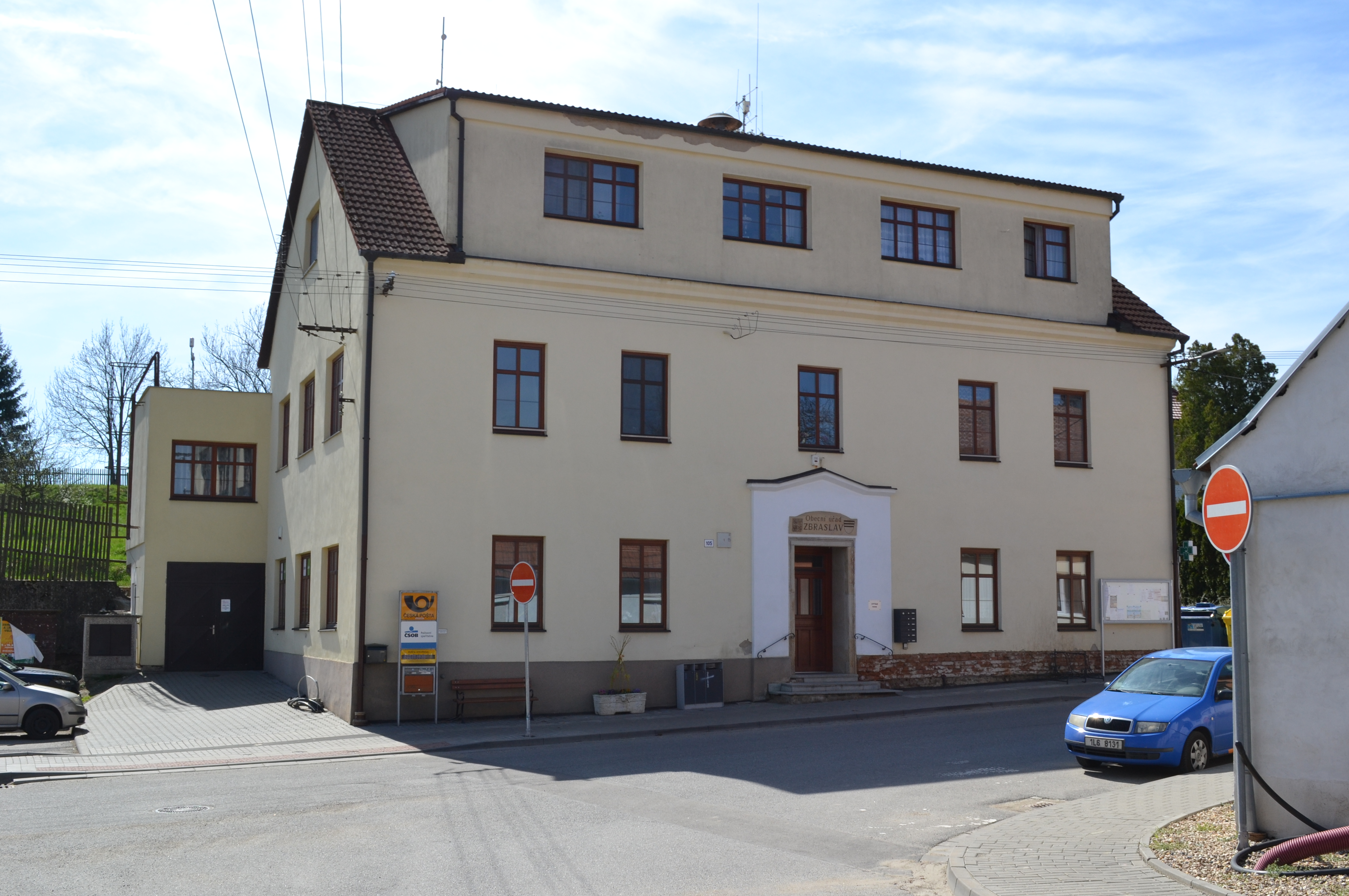
Obecní úřad
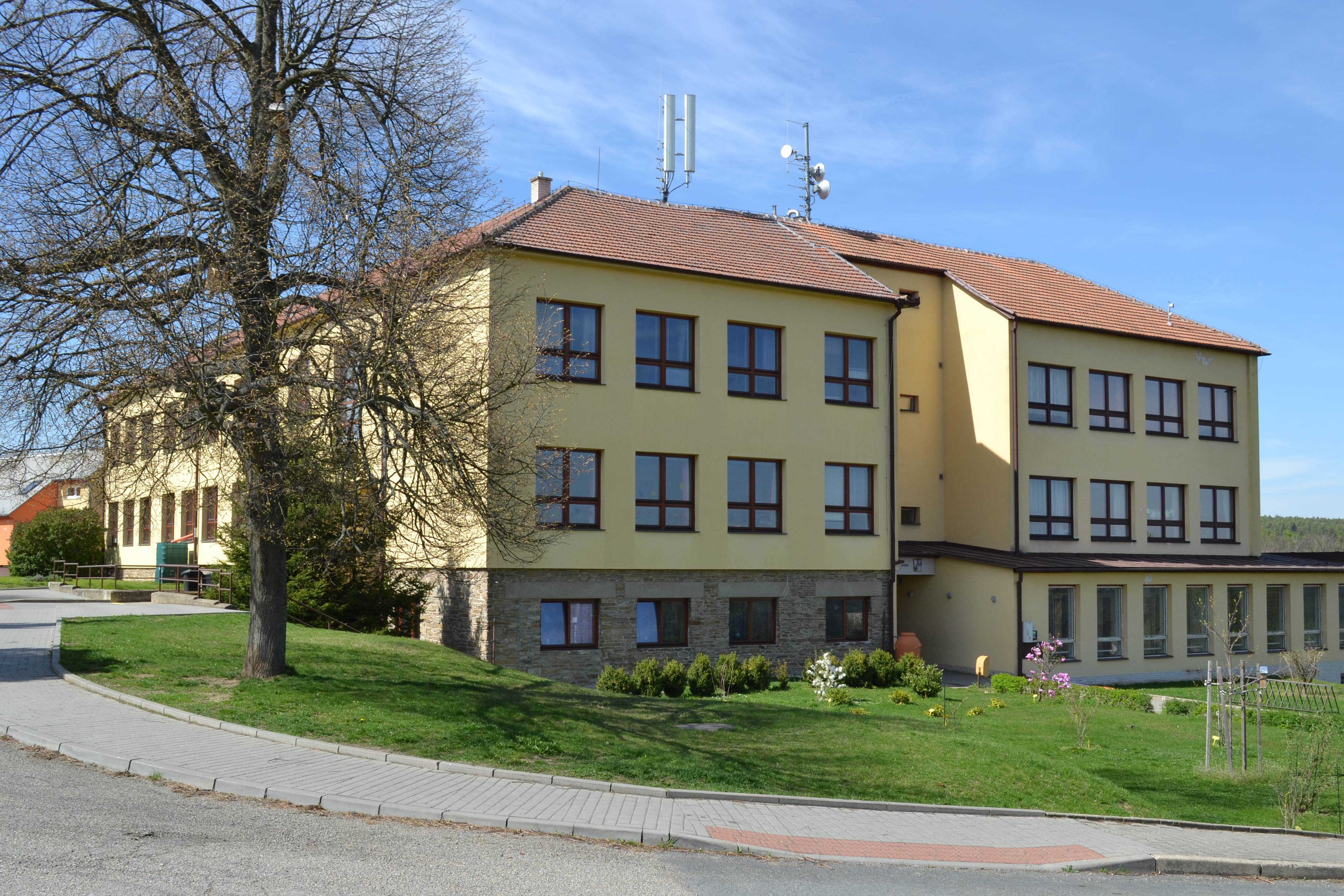
Základní škola
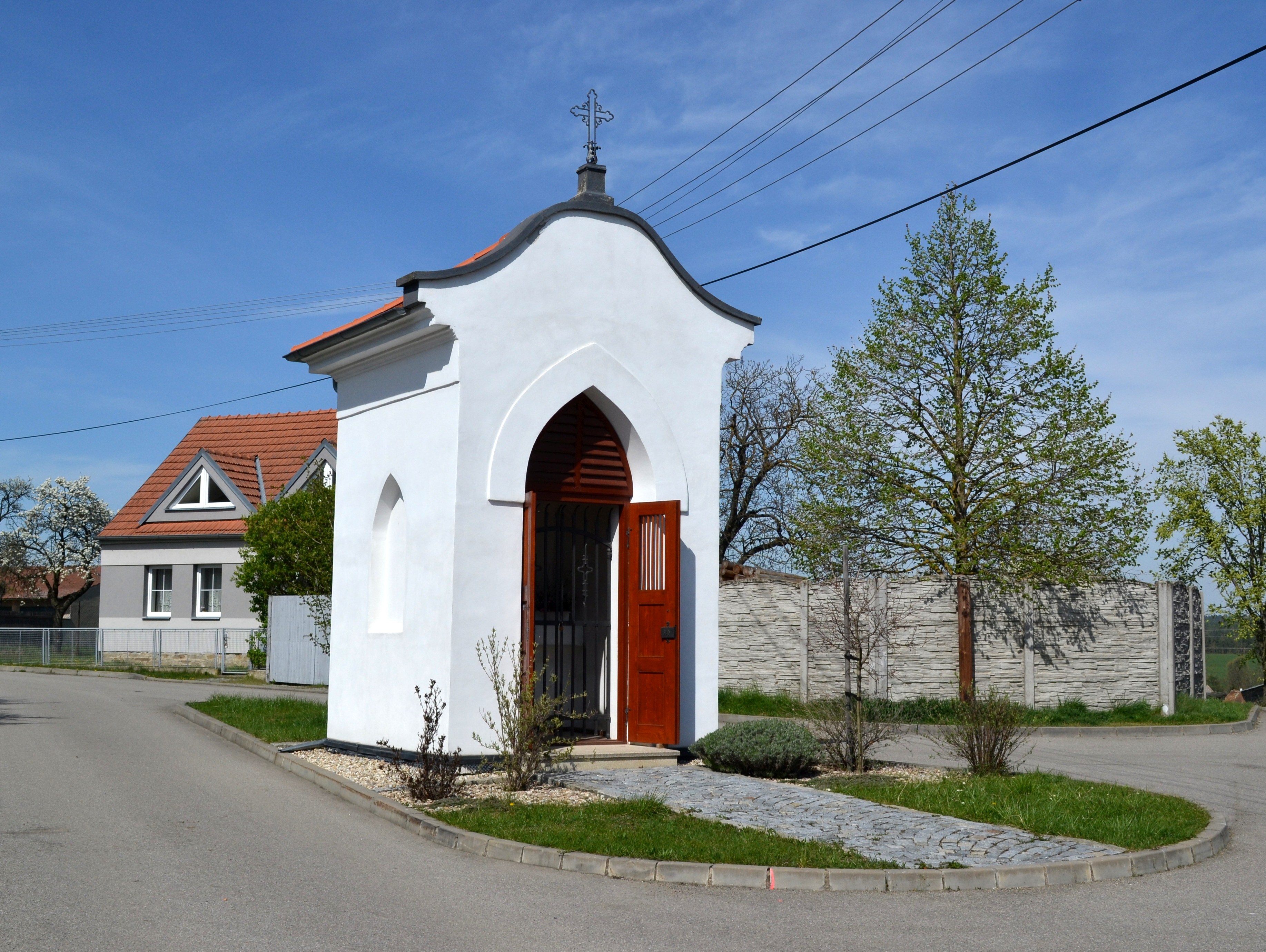
Kaple na Jiráskově ulici
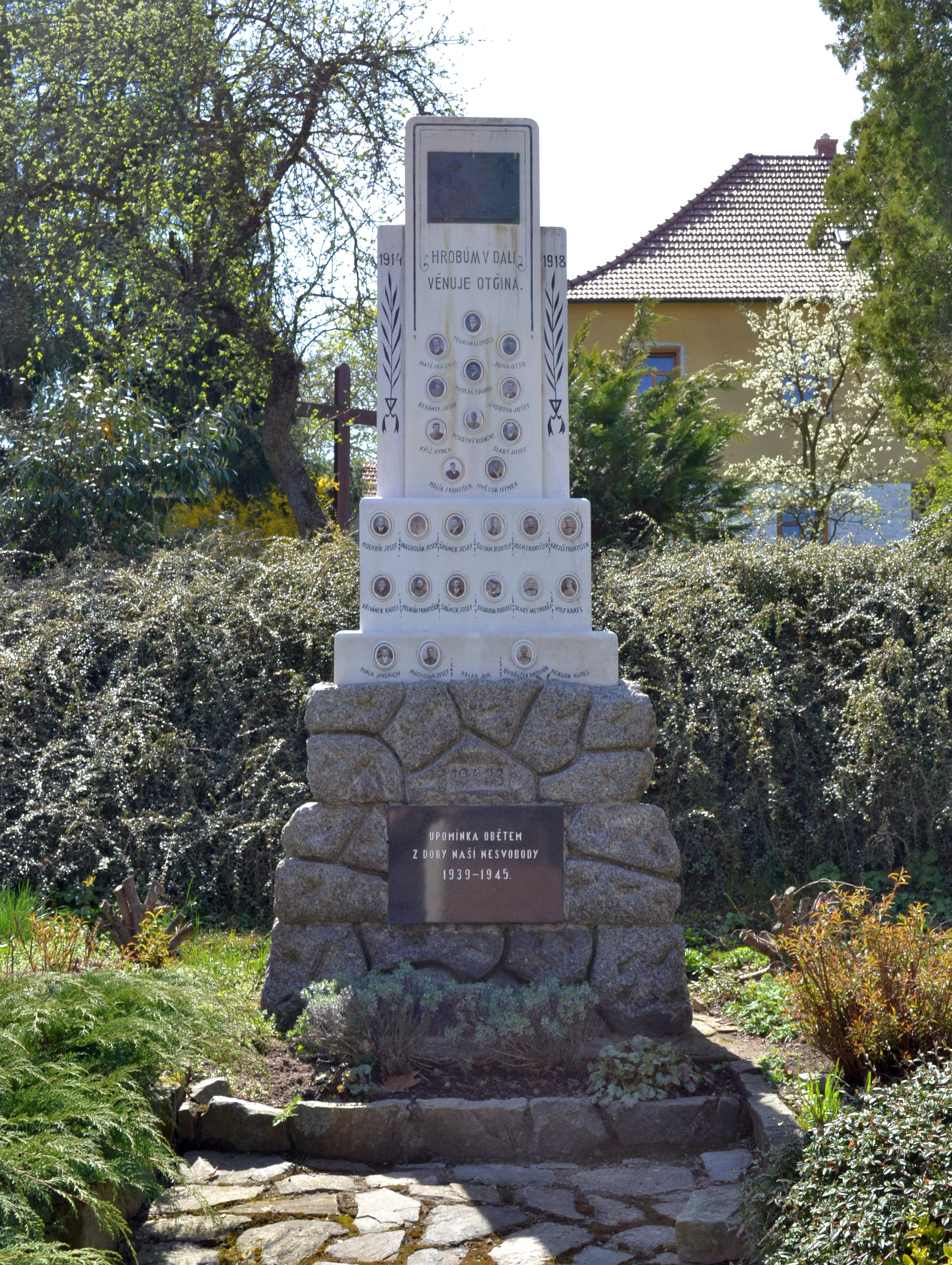
Pomník padlým
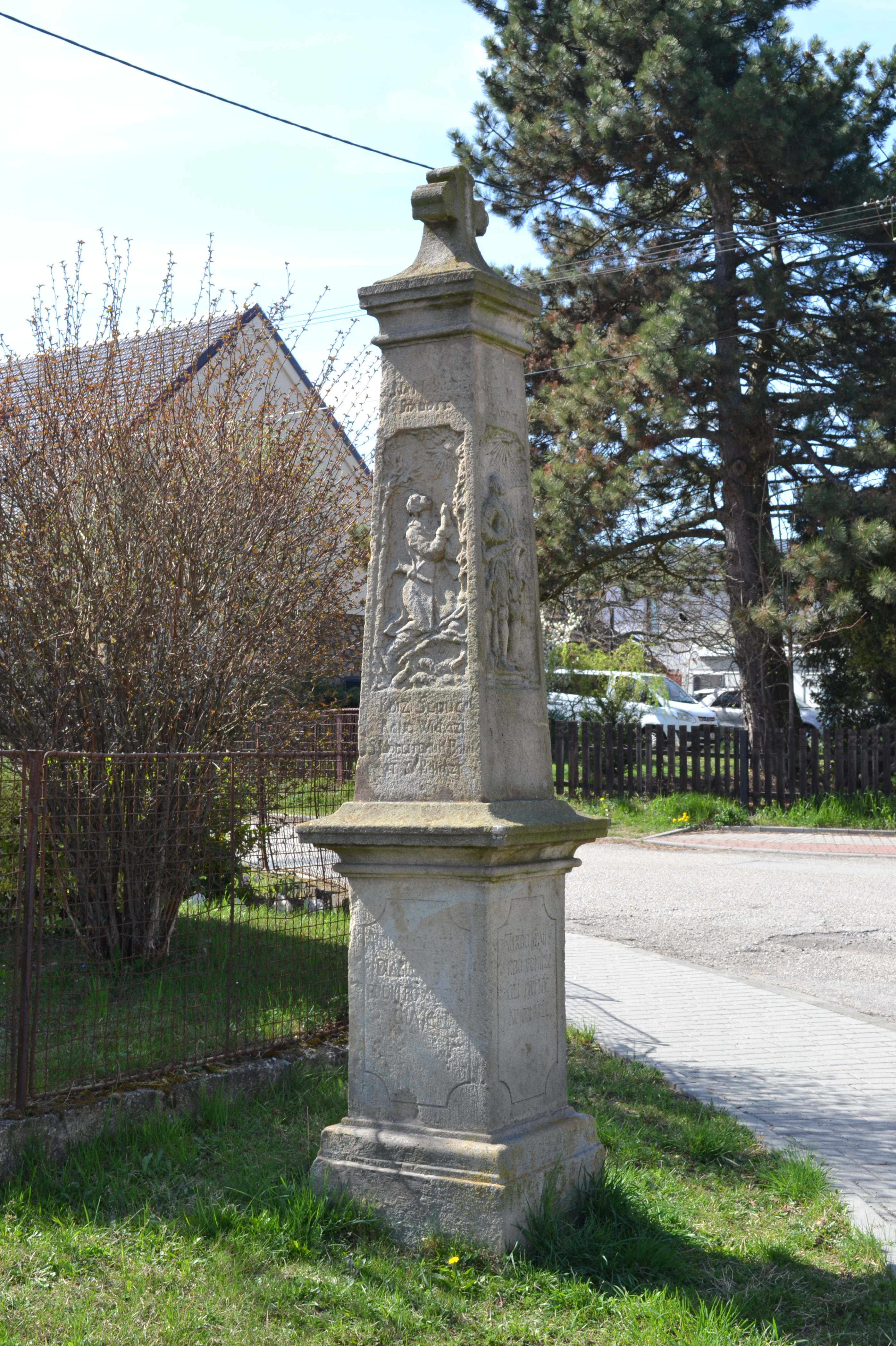
Boží muka